# アルベルト・マルコス・レイ
アルベルト・マルコス・レイ（Alberto Marcos Rey、1974年2月15日 - ）はスペイン、マドリード州出身の元サッカー選手。現役時代のポジションはディフェンダー。

## 経歴
レアル・マドリードでのデビュー戦となったセビージャFC戦は1-0で勝利。その次のFCバルセロナ戦ではマークしたフリスト・ストイチコフを押さえ込んだ。しかし、その後トップチームでブレイクすることはなく、1995-96シーズンにレアル・バリャドリードへ移籍。その後400を超える試合に出場し、同クラブで最も多くの試合に出場した選手となった。キャプテンも経験している。2010年7月、SDウエスカに完全移籍した。2011年に現役を引退した。
U-21スペイン代表としても3試合に出場した。

## 所属クラブ
- 1993-1995  レアル・マドリードB
- 1994-1995  レアル・マドリード
- 1995-2010  レアル・バリャドリード
- 2010-2011  SDウエスカ